# Casa Solé (els Pallaresos)
Casa Solé és una casa del municipi dels Pallaresos protegida com a bé cultural d'interès local. En destaca la reixa de la finestra esquerra de la planta baixa que va ser projectada per l'arquitecte modernista Josep Maria Jujol l'any 1927.

## Descripció
Casa de planta baixa amb porta d'accés d'arc escarser i dovelles, a la que s'accedeix per dos grans graons de pedra. Aquesta porta presenta a la dovella central un petit escut on apareix la data de construcció de la casa: 1796. El primer pis queda emmarcat per dues finestres, que tenen un balcó al mig i l'estructura general és molt senzilla. Les golfes presenten tres finestres de proporcions considerables acabades en arcs sense motllures de mig punt. Totes les obertures de la façana estan emmarcades per una ratlleta blanca, i s'observen restes de pintura a tota la façana, cosa que fa pensar que antigament hi podien haver hagut esgrafiats. El més característic de la casa és la reixa de la finestra esquerra de la planta baixa.
La casa fou restaurada per Jujol l'any 1941. El seu estat de conservació és bo, el més deteriorat seria la pintura de la façana. La façana, originalment de tipus neoclàssic, va ser embellida amb les reixes de la planta baixa projectades per Jujol l'any 1927 i forjades pel serraller Joan Cardó, del Vendrell. No van ser instal·lades fins al 1942 (la de la dreta és una còpia de l'original feta el 1996).
La reixa de la casa Solé és de forja pintada de color gris, i no gaire recargolada, més aviat és de forma geomètrica. Està situada a la planta baixa de la casa, a l'esquerra de la porta, segueix estructuralment la forma de la finestra a la qual protegeix.
La forma de la finestra és irregular; rectangular als costats laterals i amb forma cilíndrica a la part central.
La reixa està protegida per una teuladeta àrab que sobresurt de la façana.

## Història
La reixa de la casa Solé va ser projectada per l'arquitecte modernista Josep Maria Jujol i Gibert, l'any 1927; fou la seva primera col·laboració amb la casa. No s'assembla gaire a les reixes de tipus gaudinià ni a la del mestre de la casa Bofarull. És possible que sigui per raons econòmiques o per qüestions de desfasament al període modernista, ja que als anys trenta comença a arrelar-se l'estil noucentista.